# Samantha Schorn-Jonkman
Samantha Schorn-Jonkman (Zwolle, 1983) is een Nederlands voormalig korfbalster. Zij speelde voor AKC Almelo, DOS-WK en DOS'46 in de Korfbal League. Zij werd twee keer de topscoorder onder de vrouwen en won in 2007 de prijs van Beste Korfbalster. Ze speelde ook voor het Nederlands korfbalteam.

## Spelerscarrière

### Begin van carrière
Jonkman begon met korfbal bij AKC Almelo. Zij belandde in het eerste team en viel ze op vanwege haar grote scorende vermogen.

### Hogerop
In 2002 stapte ze over DOS'46 in Nijeveen. Daar bleef ze één seizoen en in 2003 stapte ze over naar DOS-WK uit Enschede. Deze periode was voor DOS-WK niet zo succesvol. Terwijl de ploeg in 2002 nog de play-offs in de zaal haalde, lukt de ploeg dit niet meer. Wel werd Jonkman in 2004 de topscoorder bij de vrouwen, met 46 goals.
Seizoen 2006-2007 was een seizoen met een dubbel gevoel voor Jonkman. Ze werd voor de tweede keer in haar carrière topscoorder onder de vrouwen (109 goals) en werd uitverkozen tot Korfbalster van het Jaar, maar met DOS-WK degradeerde ze uit de Korfbal League.
In 2007 stapte ze na de degradatie van DOS-WK over naar haar oude club, AKC Almelo. Die ploeg speelde op dat moment niet in de Korfbal League, maar was net gepromoveerd naar de Hoofdklasse. Met de komst van Jonkman deed het meteen mee in de top en zodoende werd AKC eerste in de Hoofdklasse A. In de hoofdklassefinale verloor AKC met 21-20 van TOP maar won het in de play-down tegen KV Die Haghe met 18-16 en promoveerde het alsnog naar de Korfbal League.
Het avontuur van AKC in de Korfbal League duurde tot 2009. Toen eindigde de ploeg als tiende en degradeerde de club daarmee direct terug naar de Hoofdklasse. In 2011 degradeerde AKC zelfs terug naar de Overgangsklasse.
In 2016 werd Jonkman benaderd door Daniël Hulzebosch van DOS'46. De ploeg wilde graag weer gebruik maken van de diensten van Jonkman. Ze ging akkoord en speelde uiteindelijk nog 1 seizoen bij DOS'46 mee in de Korfbal League. Ze kwam in dat seizoen tot 6 wedstrijden, waarin ze 1 goal maakte.
Na dit seizoen besloot Jonkman te stoppen. Ze sloot haar Korfbal League-carrière af met 4 seizoenen en 251 goals in totaal.

## Statistieken
| Naam             | KL-seizoenen | Wedstrijden | Goals | Gemiddeld |
| ---------------- | ------------ | ----------- | ----- | --------- |
| Samantha Jonkman | 4            | 59          | 251   | 4,3       |

## Erelijst
- Vrouwelijke topscorer Korfbal League, 1x (2006-2007)
- Beste Korfbalster van het Jaar, 1x (2007)

## Oranje
Jonkman speelde 11 officiële interlands in dienst van het Nederlands korfbalteam.

## Coachingscarrière

### Nederlands korfbalteam
Vanaf 2024 is Schorn-Jonkman de assistent bondscoach van het Nederlands korfbalteam dat onder leing staat van de nieuwe bondscoach Ard Korporaal.
Schorn-Jonkman en Korporaal volgen vertrekkend coaches Jan Niebeek en Ruben Boode op.

### Erelijst als Coach
- EK 2024, goud
- Worldgames 2025, goud